# Il Corriere Fotografico
Il Corriere Fotografico è stata una rivista italiana di fotografia fondata a Piacenza nel 1904, cessata definitivamente nel 1963.

## Storia

### Le origini
Il Corriere Fotografico viene pubblicato per la prima volta a Piacenza il 1º febbraio del 1904, con il sottotitolo Periodico quindicinale illustrato per dilettanti fotografi e raccoglitori di cartoline illustrate, e diretto da Tancredi Zanghieri, autore nel 1908 del manuale di successo Fotografia turistica. La rivista (dal 1905 pubblicata con il sottotitolo Periodico mensile illustrato di fotografia pratica) si colloca in un contesto editoriale italiano che vede già attive altre testate di settore, come la seconda edizione di Camera Oscura di Prato, Bullettino della Società Fotografica Italiana di Firenze e Progresso Fotografico di Milano.
Nel 1906 la rivista trasferisce la propria redazione da Piacenza a Milano, diventando nel 1908 l'organo ufficiale dell'Unione Dilettanti Fotografi del capoluogo lombardo.
Il periodico si caratterizza, come il già avviato Progresso Fotografico, per le pubblicazioni sia di articoli, molti dei quali frutto di traduzioni dalle principali riviste internazionali di fotografia su procedimenti e perfezionamenti delle varie tecniche fotografiche, sia di immagini di produzione quasi unicamente dilettantesca raccolte in poche tavole fuori testo, secondo la prassi seguita dalla maggior parte dei periodici del tempo per via delle difficoltà tecniche, dei costi e dei risultati ritenuti poco soddisfacenti.
Il contenuto delle pubblicazioni, seppur accattivante nel riportare le curiosità tecniche, rimane di carattere provinciale, diffondendosi principalmente fra i fotoamatori. In linea con il target a cui si rivolge, la rivista pubblica sulle sue pagine numerosi inserti merceologici di apparecchi e accessori fotografici, contribuendo così all'incremento della produzione industriale di settore. Come le altre riviste specialistiche coeve, Il Corriere Fotografico, dedica ampio spazio anche ai dibattiti intorno al valore artistico della fotografia, all'epoca ancora legato al fortunato clima pittorialista.

### Il primo dopoguerra e i "Tre B"
Nel gennaio del 1923, in occasione del suo ventennale, la rivista annuncia il rinnovamento della propria veste editoriale, incrementando, fra le varie cose, il numero delle rubriche, istituendo concorsi con premi in denaro e ingrandendo il formato, in linea con quello delle riviste fotografiche estere di maggiore successo. Per solennizzare l'anniversario, inoltre, viene organizzata la Mostra collettiva degli abbonati al Corriere Fotografico, le cui spese sono interamente a carico dalla redazione.
Nel 1924 la direzione passa da Alberto G. Dell'Acqua all'avvocato, giornalista ed editore Stefano Bricarelli, il quale ha acquistato la testata con i colleghi Carlo Baravalle e Achille Bologna. I tre amici, conosciuti colloquialmente come i "Tre B" – appellativo dovuto alla comune iniziale nei rispettivi cognomi – trasferiscono la sede redazionale a Torino, che in questi anni va confermando il proprio ruolo di epicentro della più aggiornata cultura fotografica italiana, come testimoniato anche dall'Esposizione Internazionale di Fotografia, Ottica e Cinematografia, allestita in città fra il maggio e il giugno del 1923.
Con il cambio di direzione, la rivista vede il sostegno sia della Società Fotografica Subalpina – in particolar modo nella persona del suo vicepresidente   – che patrocinerà per un periodo i fascicoli, sia del Gruppo Piemontese per la Fotografia Artistica:  in tal modo i soci di entrambi i circoli si assicureranno ampio spazio nelle pagine del Corriere. Tra i collaboratori più attivi di questi anni si ricordano i fotoamatori Vico D'Incerti, Mario Cafafòli, Febo Callari Nestri, Giuseppe Castruccio, Giulio Galimberti, Elirio Invernizzi, Fernando Pasta e Guido Pellegrini.
Sotto la guida dei "Tre B" la rivista presenta per prima, accanto alla tradizione visiva pittorialista, una nuova tendenza "modernista" caratterizzata da una più spiccata composizione grafica nella costruzione dell'immagine – secondo quanto, per esempio, si stava definendo nell'ambiente culturale del Bauhaus – estetica fatta propria dagli stessi Baravalle, Bologna e Bricarelli, e da altri dilettanti, quali il torinese Cesare Giulio e il fiorentino Vincenzo Balocchi. Nonostante ciò, il tardo pittorialismo continua a rappresentare la via più percorsa dai fotoamatori italiani, come si evince anche dai volumi di Luci ed Ombre. Annuario della fotografia artistica italiana, editi dalla stessa redazione de Il Corriere Fotografico a partire dal 1923 e pubblicati fino al 1934. Degni di nota risultano i saggi introduttivi dei diversi annuari, primi e timidi tentativi di una strutturata critica fotografica, attività fino a quel momento compiuta quasi esclusivamente sulle riviste di cultura, arte e architettura, come Emporium, Casabella e Domus.
Il ricco panorama editoriale torinese specialistico di fotografia degli anni Trenta, sempre più competitivo dopo la comparsa della nuova rivista Galleria – caratterizzata da un rigore e da una pulizia grafica dell'impaginato in linea con l'estetica dell'epoca – e dei volumi annuari dell'associazione Gruppo ALA, entrambe pubblicazioni vicine all'Istituto fascista di cultura, decreta la crisi dello storico periodico, che nel 1934, fra le varie cose, cessa la pubblicazione di Luci ed Ombre.

### Il secondo dopoguerra e la cessazione dell'attività
Durante la Seconda guerra mondiale, a causa dell'intervento censorio del Ministero della Cultura Popolare fascista, l'editoria italiana è colpita dall'interruzione delle attività di molte testate. La rivista torinese, in particolare, si vede costretta a sospendere le proprie pubblicazioni nel 1941, per poi riprenderle solamente nel 1952.
Negli anni Cinquanta il periodico – ancora propulsore soprattutto della produzione fotografica regionale – perde consensi fra i lettori, attratti oramai sia dalle nuove riviste di settore, come Ferrania, Fotografia e Diorama, sia dai nuovi rotocalchi patinati, come L'Espresso, L'Europeo, Epoca, Il Mondo, e Le Ore, che pubblicano sempre più fotografie a piena pagina e di forte impatto visivo. A ciò si aggiunge il fatto che le case produttrici di materiali fotografici preferiscono indirizzare buona parte dei propri investimenti pubblicitari verso le riviste illustrate a grande tiratura. Il direttore Bricarelli, rifiutandosi di omologare la propria rivista a delle mere pubblicazioni di carattere commerciale e pubblicitario, si vede così costretto a cessare definitivamente le attività dello storico periodico torinese nel 1963.